# ボクシング世界ライトヘビー級王者一覧
ボクシング世界ライトヘビー級王者一覧は、以下の団体の世界ライトヘビー級王座を獲得した人物を年代順にまとめた一覧表。なお、NYSACはニューヨーク州アスレチックコミッションの略称。
- 世界ボクシング協会（WBA）、1921年に全米ボクシング協会（NBA）として創設。
- 世界ボクシング評議会（WBC）、1963年にWBAと欧州、英連邦、中南米、東洋の地域団体との討議機関として創設。1968年にはWBAと完全に分裂。

| 名前                              | 国籍                 | 在位期間                                | 認定団体         |
| --------------------------------- | -------------------- | --------------------------------------- | ---------------- |
| ジャック・ルート                  | アメリカ合衆国       | 1903年4月22日 - 1903年7月4日            | 世界             |
| ジョージ・ガードナー              | アメリカ合衆国       | 1903年7月4日 - 1903年11月25日           | 世界             |
| ボブ・フィッシモンズ              | イギリス             | 1903年11月25日 - 1905年12月20日         | 世界             |
| ジャック・オブライエン            | アメリカ合衆国       | 1905年12月20日 - 1913年2月17日          | 世界             |
| ボブ・モーハ                      | アメリカ合衆国       | 1913年2月17日 - 1914年（返上）          | NYSAC            |
| ジャック・ディロン                | アメリカ合衆国       | 1914年4月14日 - 1916年10月24日          | 世界             |
| バトリング・レビンスキー          | アメリカ合衆国       | 1916年10月24日 - 1920年10月12日         | 世界             |
| ジョルジュ・カルパンチェ          | フランス共和国       | 1920年10月12日 - 1922年2月24日          | 世界             |
| バトリング・シキ                  | フランス領西アフリカ | 1922年2月24日 - 1923年3月17日           | 世界             |
| マイク・マクタイグ                | アイルランド自由国   | 1923年3月17日 - 1923年6月25日           | 世界             |
| トミー・ローラン                  | アメリカ合衆国       | 1923年6月25日 - 1923年8月2日            | NYSAC            |
| マイク・マクタイグ（2期目）       | アイルランド自由国   | 1923年8月2日 - 1925年5月30日            | 世界・NYSAC      |
| ポール・バーレンバッハ            | アメリカ合衆国       | 1925年5月30日 - 1926年7月16日           | 世界             |
| ジャック・デラニー                | カナダ               | 1926年7月16日 - 1927年7月27日（返上）   | 世界             |
| トミー・ローラン（2期目）         | アメリカ合衆国       | 1927年10月7日 - 1929年8月（返上）       | NYSAC            |
| ジミー・スラットリー              | アメリカ合衆国       | 1930年2月10日 - 1930年6月25日           | NYSAC            |
| マキシー・ローゼンバーグ          | アメリカ合衆国       | 1930年6月25日 - 1931年6月6日（剥奪）    | NYSAC            |
| ジョージ・ニコルス                | アメリカ合衆国       | 1932年3月18日 - 1932年（剥奪）          | NBA              |
| ジョー・ナイト                    | アメリカ合衆国       | 1933年 - 1933年3月1日                   | NBA              |
| マキシー・ローゼンバーグ（2期目） | アメリカ合衆国       | 1933年3月1日 - 1934年11月16日           | 世界             |
| ボブ・オーリン                    | アメリカ合衆国       | 1934年11月16日 - 1935年8月31日          | 世界             |
| ジョン・ヘンリー・ルイス          | アメリカ合衆国       | 1935年8月31日 - 1939年1月（返上）       | 世界             |
| メリオ・ベッチーナ                | アメリカ合衆国       | 1939年2月3日 - 1939年7月13日            | NYSAC            |
| ビリー・コン                      | アメリカ合衆国       | 1939年7月13日 - 1940年6月5日（返上）    | NBA・NYSAC       |
| アントン・クリストホリデス        | ギリシャ             | 1941年1月13日 - 1941年5月22日           | NBA              |
| ガス・レスネビッチ                | アメリカ合衆国       | 1941年5月22日 - 1948年7月26日           | NBA・NYSAC       |
| フレディ・ミルズ                  | イギリス             | 1948年7月26日 - 1950年1月24日           | EBU              |
| ジョーイ・マキシム                | アメリカ合衆国       | 1950年1月24日 - 1952年12月17日          | 世界             |
| アーチー・ムーア                  | アメリカ合衆国       | 1952年12月17日 - 1960年10月25日（剥奪） | NYSAC・EBU・世界 |
| ハロルド・ジョンソン              | アメリカ合衆国       | 1962年5月12日 - 1963年6月1日            | NBA・世界        |